# Alpesi fajdbogyó
Az alpesi fajdbogyó (Gaultheria humifusa), a hangafélék családjába, és a fajdbogyók nemzetségébe tartozó örökzöld törpecserje. Egyéb elnevezései például a havasi télizöld, illetve alpesi illatos télizöld.

## Jellemzése
Észak-Amerika nyugati részén, Brit-Kolumbiában, Kaliforniában és Kolorádóban őshonos. Elsősorban a nedves szubalpin hegyvidéki erdőkben él. Egészen kicsi, laposnak tűnő foltokban hajt a földön vagy a sziklák között, és az avarban. A szára 20 centiméternél nem hosszabb, és kis ovális alakú, 1-2 centiméter hosszú levelek ülnek rajta. Különálló harang alakú fehér virágaiban világos rózsaszínű a párta és arany színűek a portokok. Termése fényesből mattba hajló, vörös, bogyószerű kapszula.

## Lásd még
- Fajdbogyók
  - Gaultheria procumbens - kúszó fajdbogyó
  - Gaultheria ovatifolia - nyugati teabogyó vagy oregoni fajdbogyó

## Fordítás
- Ez a szócikk részben vagy egészben a Gaultheria humifusa című angol Wikipédia-szócikk fordításán alapul.  Az eredeti cikk szerkesztőit annak laptörténete sorolja fel. Ez a jelzés csupán a megfogalmazás eredetét és a szerzői jogokat jelzi, nem szolgál a cikkben szereplő információk forrásmegjelöléseként.